# Neoporteria
Genre
Neoporteria est un genre d'araignées aranéomorphes de la famille des Macrobunidae.

## Distribution
Les espèces de ce genre sont endémiques du Chili.

## Liste des espèces
Selon World Spider Catalog (version 25.0, 06/03/2024) :
- Neoporteria annulata Roth, 1967
- Neoporteria pracellans Mello-Leitão, 1943

## Systématique et taxinomie
Ce genre a été décrit par Mello-Leitão en 1943 dans les Agelenidae. Il est placé dans les Amaurobiidae par Lehtinen en 1967 puis dans les Macrobunidae par Gorneau, Crews, Cala-Riquelme, Montana, Spagna, Ballarin, Almeida-Silva et Esposito en 2023.

## Publication originale
- Mello-Leitão, 1943 : « Aracnidos de Maullin. » Revista Chilena de Historia Natural, vol. 45, p. 136-143.